# Lawrenceville (New Jersey)
|  | Dieser Artikel wurde aufgrund von inhaltlichen Mängeln auf der Qualitätssicherungsseite des Projektes USA eingetragen. Hilf mit, die Qualität dieses Artikels auf ein akzeptables Niveau zu bringen, und beteilige dich an der Diskussion! Folgende Mängel sollten behoben werden, bevor diese Markierung entfernt werden kann: Flächenangaben fehlen. |

Lawrenceville ist ein Census-designated place und Gemeindefreies Gebiet im Mercer County im US-Bundesstaat New Jersey. 2010 zählten knapp 4000 Einwohner dazu. Das Gebiet ist Teil der Lawrence Township, wozu 2010 rund 33000 Einwohner zählten.

## Geographie
Der Ort liegt unmittelbar an der U.S. Route 206. Rund 5 km westlich liegt der Trenton-Mercer Airport; dort beginnt auch die Hauptstadt Trenton (New Jersey) des Bundesstaates.

## Geschichte
Der Ort wurde 1697 unter dem Namen Maidenhead gegründet und zählte damals noch zum Burlington County. Ab 1714 gehörte er zum Hunterdon County. 1777 war Maidenhead eine Station für britische Truppen in der Schlacht am Assunpink Creek. 1816 benannte man den Ort um zu dem heutigen Namen. Namensgeber ist James Lawrence, der 1812 im Britisch-Amerikanischen Krieg zu Ehren gekommen war. Seit der Gründung des Mercer County 1838 gehört der Ort zu diesem County.

## Infrastruktur

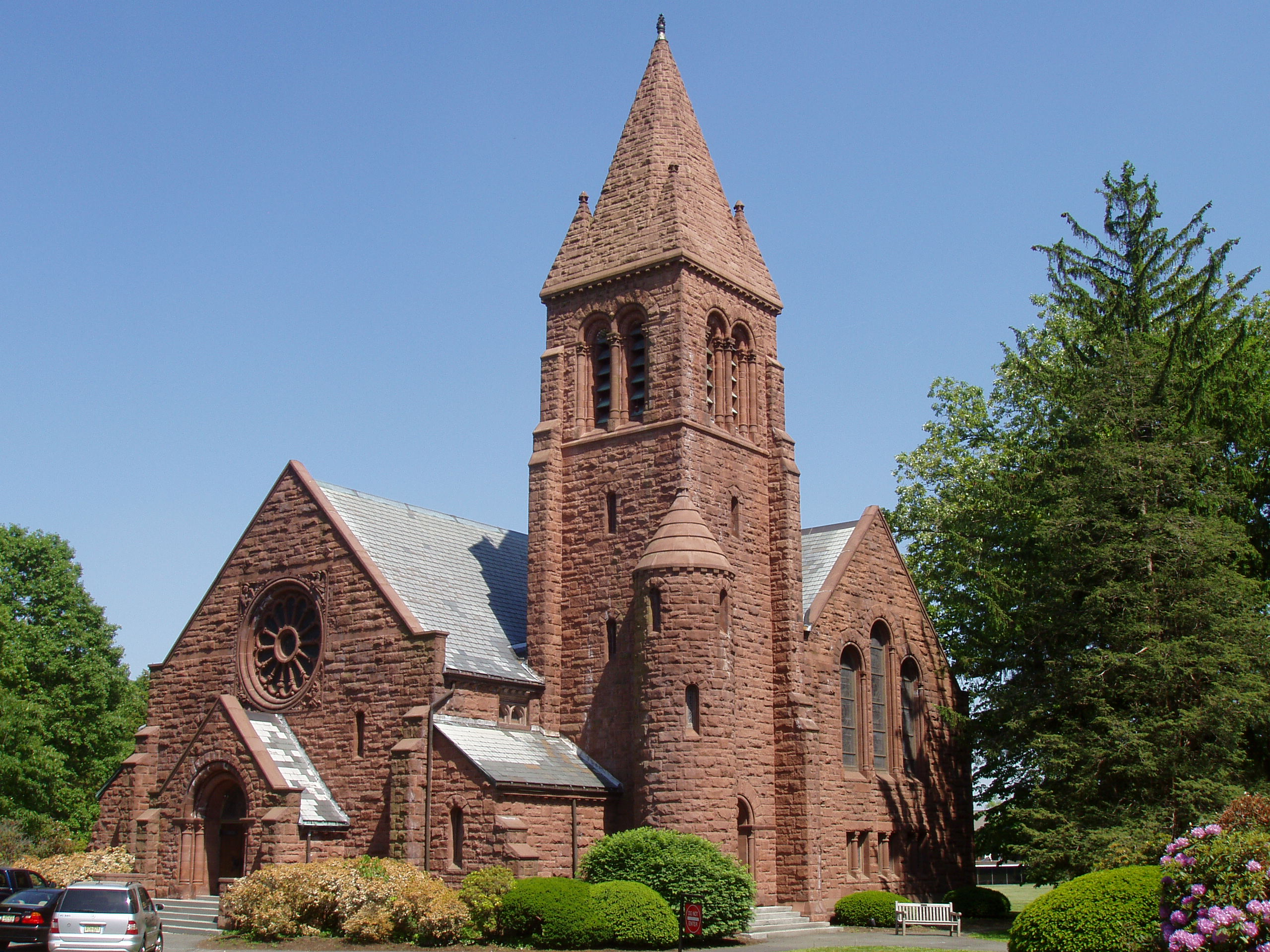
Die Kapelle, in der Fidel Castro 1959 eine Rede hielt

1810 wurde die inzwischen mehr als 30 Gebäude einschließlich Kapelle umfassende Lawrenceville-Schule gegründet. Für den Ort wurde sie auch wirtschaftlich bedeutend. In ihrem Umfeld siedelten sich auch Forschungseinrichtungen an, die in der Nähe außerhalb des Ortes liegen. In Lawrenceville gibt es zudem eine Grundschule. Weitere Schulen gehören zur Township.

## Persönlichkeiten
- Jon Stewart verbrachte hier seine Jugend.

## Weblink
- Seite der historischen Gesellschaft Lawrence